# Ołeh Kuczer
Ołeh Mykołajowycz Kuczer, ukr. Олег Миколайович Кучер, ros. Олег Николаевич Кучер, Oleg Nikołajewicz Kuczier (ur. 17 listopada 1971 w Równem) – ukraiński piłkarz, grający na pozycji pomocnika, trener piłkarski.

## Kariera piłkarska
Wychowanek Szkoły Sportowej Awanhard Równe. Pierwszy trener Mykoła Wołkow. Rozpoczął karierę piłkarską w klubie Awanhard Równe, który zmienił nazwę na Weres Równe. Na początku 1994 przeszedł do Bukowyny Czerniowce. Podczas przerwy zimowej sezonu 1997/98 został zaproszony do Metalista Charków, w którym rozegrał około 200 meczów. W 2004 dołączył do SK Mikołajów, w którym zakończył karierę piłkarza. Potem występował w zespołach amatorskich ODEK Orżew i Wołyń-Cement Zdołbunów.

## Kariera trenerska
W 1998 ukończył Rówieński Państwowy Uniwersytet Humanitarny na kierunku "Pedagogika i Psychologia Kultury Fizycznej". W 2008 będąc piłkarzem zespołu ODEK Orżew objął prowadzenie klubem. W 2013 został mianowany na stanowisko wicedyrektora Szkoły Piłkarskiej Awanhard Równe oraz wiceprzewodniczącym Obwodowego Związku Piłki Nożnej w Równem. Od marca 2015 roku pracował jako dyrektor wykonawczy Obwodowego Związku Piłki Nożnej w Równem.

## Sukcesy i odznaczenia

### Sukcesy piłkarskie
Metalist Charków
- brązowy medalista Pierwszej Ligi Ukrainy: 1998

### Odznaczenia
- tytuł Mistrza Sportu ZSRR